# Ngultrum
Ngultrum (Nu - dNgul Tam) är den valuta som används i Bhutan i Asien. Valutakoden är BTN. 1 Ngultrum = 100 chhertum (tidigare chetrum). Valutan infördes 1974 och ersatte den tidigare indiska rupien. Den har en fast växelkurs till 1 INR (indisk rupie), det vill säga 1 BTN = 1 INR och Ngultrum gäller i princip endast i Bhutan. Valutan ges ut av National Bank of Bhutan Limited - BNBL som ombildades 1996 och har huvudkontoret i Thimphu.

## Valörer
- Mynt: 1 Ngultrum
- Underenhet: 5, 10, 20, 25 och 50 chhertum
- Sedlar: 1, 2, 5, 10, 20, 50, 100 och 500 BTN